# Steady state-teorin
Steady state-teorin var en kosmologisk teori enligt vilken ny materia skapas ur intet i tomrummen som utvidgar sig mellan galaxerna i ett expanderande universum. Grundidén kom från Thomas Gold som utvecklade den vidare tillsammans med Hermann Bondi, medan  Fred Hoyle knöt ihop den med allmänna relativitetsteorin.  Teorin blev framlagd i två artiklar som publicerades 1948. Den var mycket populär under 1950- och 1960-talen som ett alternativ till big bang-teorin men i och med upptäckten av den kosmiska bakgrundsstrålningen 1965 började fler och fler fysiker lämna den till förmån för big bang som förutsade sådan strålning. Teorin är numera övergiven av ytterligare observationella skäl, men den var på sin tid en mycket framgångsrik teori, som stimulerade forskningen.

## Översikt av teorin
Big bang-kosmologin utgår från principen att universum är homogent och isotropiskt i rummet. Detta innebär att universum ser likadant ut på mycket stora avståndsskalor för alla observatörer. Steady state-teorin utgår istället från den perfekta kosmologiska principen, föreslagen av Bondi och Gold, som säger att universum är homogent i rumtiden, det vill säga både i rummet och i tiden: universum ser likadant ut för alla observatörer vid alla tider. Detta betyder att universums expansion är konstant och sker med samma takt hela tiden. Universum är därmed oändligt gammalt och kommer alltid att finnas. Universum expanderar i denna modell exponentiellt i rummet (men ej i tiden), liknande inflationseran i big bang-modellen. Rumtiden beskrivs av en metrik som med hjälp av den perfekta kosmologiska principen kan visas ha samma form som ett så kallat de Sitter-universum, med en konstant Hubbleparameter.
För att densiteten i universum ska kunna vara konstant vid alla tider måste på grund av expansionen materia skapas kontinuerligt. Man lägger därför till en term till Einsteins ekvationer i den allmänna relativitetsteorin med ett skapelsefält som beskriver denna skapelse av materia. Detta fält var ett av de största problemen med steady state-teorin, eftersom det var en komplikation som saknade annan motivering för sig än att skapa materia.
Det andra stora problemet var den kosmiska bakgrundsstrålningen. Denna har uppmätts med mycket stor noggrannhet följa ett svartkroppsspektrum med temperaturen 2,73 K. Det visade sig vara mycket svårt eller omöjligt att alstra sådan strålning i den klassiska steady-state-teorin, vilket så småningom ledde till den teorins fall.

## Senare efterföljare
Trots motgångarna finns fortfarande ett fåtal forskare som arbetat med att söka komma tillrätta med bristerna. Försök att införliva den kosmiska mikrovågsbakgrunden, mörk materia eller sena rön om mörk energi har lett till att olika kvasi-steady state- teorier sett dagens ljus. Kvasibegreppet blev myntat om Bondis eget bidrag (1993) tillsammans med Geoffrey Burbidge och Jayant Narlikar. De två senare har på egen hand vid flera tillfällen nalkats andra frågor, som den klassiska modellen inte haft svar på.
Efterföljarna har fått fortlöpande invändningar, främst från UCLA-professorn Ned Wright.